# Desmostylia
Desmostyliens
Ordre
Les Desmostylia (les desmostyliens en français) sont un ordre fossile de mammifères semi-aquatiques herbivores. Sans descendance actuelle, le groupe a été placé au sein des téthythériens, avec les proboscidiens, les siréniens et les embrithopodes, ces derniers étant également exclusivement fossiles.

## Caractéristiques

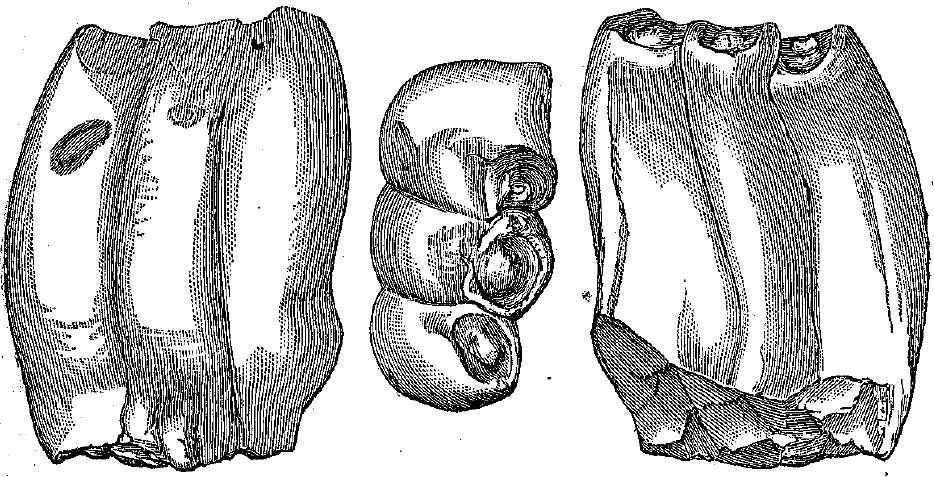
Dents en colonnes de Desmostylus hesperus. Dessin par O. C. Marsh, en 1888.

Le nom « desmostyliens » vient de celui du genre type, Desmostylus, ce qui signifie « colonnes liées », ainsi nommé par Marsh en 1888, en raison de la forme particulière des dents.
L'écologie des desmostyliens a longtemps posé un problème, leur mode de vie semi-aquatique étant pressenti de par la nature des environnements de dépôt où leurs fossiles ont été découverts : des environnements côtiers, lagunaires, ou des estuaires. Des études isotopiques récentes et morphométriques, ont fait la lumière sur ce mode de vie ; ces animaux étaient capables de se mouvoir dans l'eau comme sur terre, il semble cependant que leurs membres étaient plus adaptés à la marche qu'à la nage. Les desmostyliens se rendaient donc fréquemment à terre, mais trouvaient cependant l'essentiel de leur nourriture dans l'eau, ainsi que le montrent les rapports isotopiques.

## Liste des familles et espèces
Selon BioLib (13 juin 2021) :
- famille Behemotopsidae Inuzuka 1987 †
  - Ashoroa laticosta Inuzuka, 2000
  - Behemotops katsuiei Inuzuka 2000
  - Behemotops proteus Domning & al 1986
- famille Cornwalliidae Shikama 1957 †
  - Cornwallius sookensis (Cornwall 1922)
- famille Desmostylidae Osborn, 1905 †
  - Desmostylus hesperus Marsh, 1888
- famille Paleoparadoxiidae Reinhart, 1959 †
  - Paleoparadoxia media Inuzuka 2005
  - Paleoparadoxia repenningi Domning & Barnes 2007
  - Paleoparadoxia tabatai (Tokunaga 1939)
  - Paleoparadoxia weltoni Clark 1991
- Kronotherium brevimaxillare Pronina 1957
- Vanderhoofius coalingensis Reinhart 1959